# 陈丽琴 (1968年)
陈丽琴（1968年—2020年），中华人民共和国民俗学家。壮族，广西大新县人，中山大学博士，广西民族大学文学院教授。担任中国艺术人类学学会理事、中国少数民族文学学会理事、广西民俗学会副秘书长。著有《区域民俗学》《诗意的生存──侗族生态文化审美论纲》《顺德民俗解码》《民间文学导论》《民间文学教程》《壮族服饰文化研究》《壮族当代小说民族审美导论》《北部湾海洋文化研究》。2020年8月，在家中被其子黄晨阳杀害。一同遇害的还有其丈夫黄贵普律师。